# Анђела
Анђела је женско име које се користи у многим језицима, води порекло из грчког језика (грч. αγγελος []) и има значење „анђеоски“.

## Варијације имена
- Анђелка
- Анђалка (мађ. Angyalka)
- Анђа
- Анђелија
- Анђелика
- Анђелина
- Ангела (мађ. Angéla)
- Ангелика (нем, пољ. и мађ. Angelika)
- Ангелина (мађ. Angelina)

## Имендани у Мађарској
- 4. јануар
- 31. мај
- 1. јун
- 21. јул